# Evocation I - The Arcane Dominion
Evocation I: The Arcane Dominion är det tredje albumet från det schweiziska folk metal-bandet Eluveitie och är mestadels akustiskt.

## Låtlista
1. "Sacrapos - At First Glance" - 2:01
2. "Brictom" - 4:22
3. "A Girls Oath" - 1:18
4. "The Arcane Dominion" - 5:43
5. "Within the Grove" - 1:52
6. "The Cauldron of Renascence" - 2:05
7. "Nata" - 4:02
8. "Omnos" – 3:48
9. "Carnutian Forest" - 3:17
10. "Dessumiis Luge" - 3:28
11. "Gobanno" - 3:15
12. "Voveso In Mori" - 4:09
13. "Memento" - 3:20
14. "Ne Regv Na" - 5:07
15. "Sacrapos - The Disparaging Last Gaze" - 2:43